# Turistická značená trasa 7394
 Turistická značená trasa 7394 je 4 km dlouhá žlutě značená trasa Klubu českých turistů v okrese Trutnov propojující dálkové turistické trasy v okolí Mladých Buků. Její převažující směr je severovýchodní. Závěrečná část trasy vede po hranici Krkonošského národního parku.

## Průběh trasy
Počátek turistické trasy se nachází u hřbitova na jižním okraji Mladých Buků na rozcestí se zeleně značenou trasou 4216 z Žacléře do Janských Lázní. Trasa nejprve klesá severním směrem do centra Mladých Buků, přechází Úpu a vede místní zástavbou nejprve jihovýchodním a poté severovýchodním směrem. Obec opouští u místní vlakové zastávky a pokračuje poli k severu po asfaltové komunikaci. Po přechodu potoka Kalná prochází trasa střídavě lesíky a loukami do lokality Bystřice na jižním okraji Sklenářovic, kde končí na rozcestí s modře značenou trasou 1820 z Trutnova na Rýchorskou boudu.

## Turistické zajímavosti na trase
- Výklenková kaple u hřbitova v Mladých Bukách
- Pomník obětem první světové války v Mladých Bukách
- Zvonice v Mladých Bukách
- Kostel svaté Kateřiny v Mladých Bukách
- Dědičná štola Klinge